# 1992年夏季奥林匹克运动会中国现代五项队
1992年巴塞罗那奥运会，张斌仍然作为该届赛事中唯一的中国现代五项选手参赛，最终他以总成绩4670分完成比赛，位列第56位。